# Orcinus
Orcinus és un gènere de cetacis de la família dels delfínids. Actualment es considera que l'orca (O. orca) n'és l'únic representant vivent, però una anàlisi de l'ADN mitocondrial de diferents ecotipus d'orca suggerí que almenys tres d'aquests ecotipus són espècies a part que divergiren de la resta d'espècies fa 150.000-700.000 anys. En tot cas, el gènere Orcinus té una distribució cosmopolita.